# 山居倉庫
山居倉庫（さんきょそうこ）は、山形県酒田市にある米穀倉庫（二重屋根・倉の内部は湿気防止構造・欅並木と自然を利用した低温管理倉庫）。2021年3月に国の史跡に指定されている。

## 概要
1893年、酒田米穀取引所の付属倉庫として旧庄内藩酒井家により当時の鵜渡川原村に建設され、11月1日開業。建設には豪商本間家当主・本間光美が当たり、火災に備えて山居島に盛り土をして建てたため、翌年の庄内地震でも藩蔵は焼失したが、山居蔵は類焼を免れた。管理・運営も酒井家が行った。
1939年に取引所は米穀配給統制法によって廃止されたが、倉庫は引き続き財団法人北斗会、庄内経済連、全国農業協同組合連合会山形県本部（JA全農山形）と所轄を移しながら使用されてきた。
2018年時点で12棟が残り、このうち9棟は現役の米蔵として使用されている。残りのうち1棟は1985年に「庄内米歴史資料館」、2棟が2004年に「酒田市観光物産館 酒田夢の倶楽（くら）」として改装され、それぞれ一般開放されている。2016年からは夜間の新たな観光資源とするため、日没から午後10時までライトアップが行われている。
酒田市の丸山至市長は、2018年1月の定例記者会見で山居倉庫について、国の史跡を目指して所有するJA全農山形から取得する交渉をしていることを明らかにし、11月、市は国史跡指定に向けた調査委員会の初会合を開催。その後検討が重ねられ、結果等を意見書としてまとめ、文化庁長官に提出した。これを受け、山居倉庫は2021年3月26日付けで国の史跡に指定された。米倉庫としての使用は2022年度末で終えることになっている。

## 施設構成
現在の鶴岡市出身の棟梁・高橋兼吉が設計した土蔵造りの建物で、1897年までに14棟が建設された。敷地は元々酒田市内を流れる新井田川の中洲（山居島）で、港が近く舟運にも適していたが地盤が軟弱だったため、約3.6メートルの高さの盛り土と石垣を設置、基礎の下に長さ約3.6メートルの杭を打ち込むことでこれを解決した。完成の翌年の1894年に発生したマグニチュード7.0（7.3とも）の庄内地震では、倉庫自体への損害は僅かなものに留まった。
倉庫の西側には41本の欅が植えられ、陽射しを遮ると同時に冬の強い季節風から建物を守っている。屋根は断熱を考慮した二重構造（置屋根）、内部の土間はにがりを用いて練り固めた上に塩を敷き、倉庫内の温度・湿度を一定に保つ技術が用いられている。
川に面して船着場も設けられており、最上川舟運の拠点のひとつであった。江戸時代は規定によりひらた舟による運搬が主だったが、明治に入ってからは小鵜飼舟に取って代わられた。復元された小鵜飼舟が敷地内で保管されている。倉庫から舟までは、女丁持（おんなちょうもち）と呼ばれる女性によって運ばれた。一俵60kgの米俵を5つ（300kg）背中に担いだという記録（写真）が残っている。また、運搬の際に風雨に晒されぬよう、荷揚げ河戸や船着場に屋根がかけられ、廊下で繋がれていた。

## メディアでの扱い

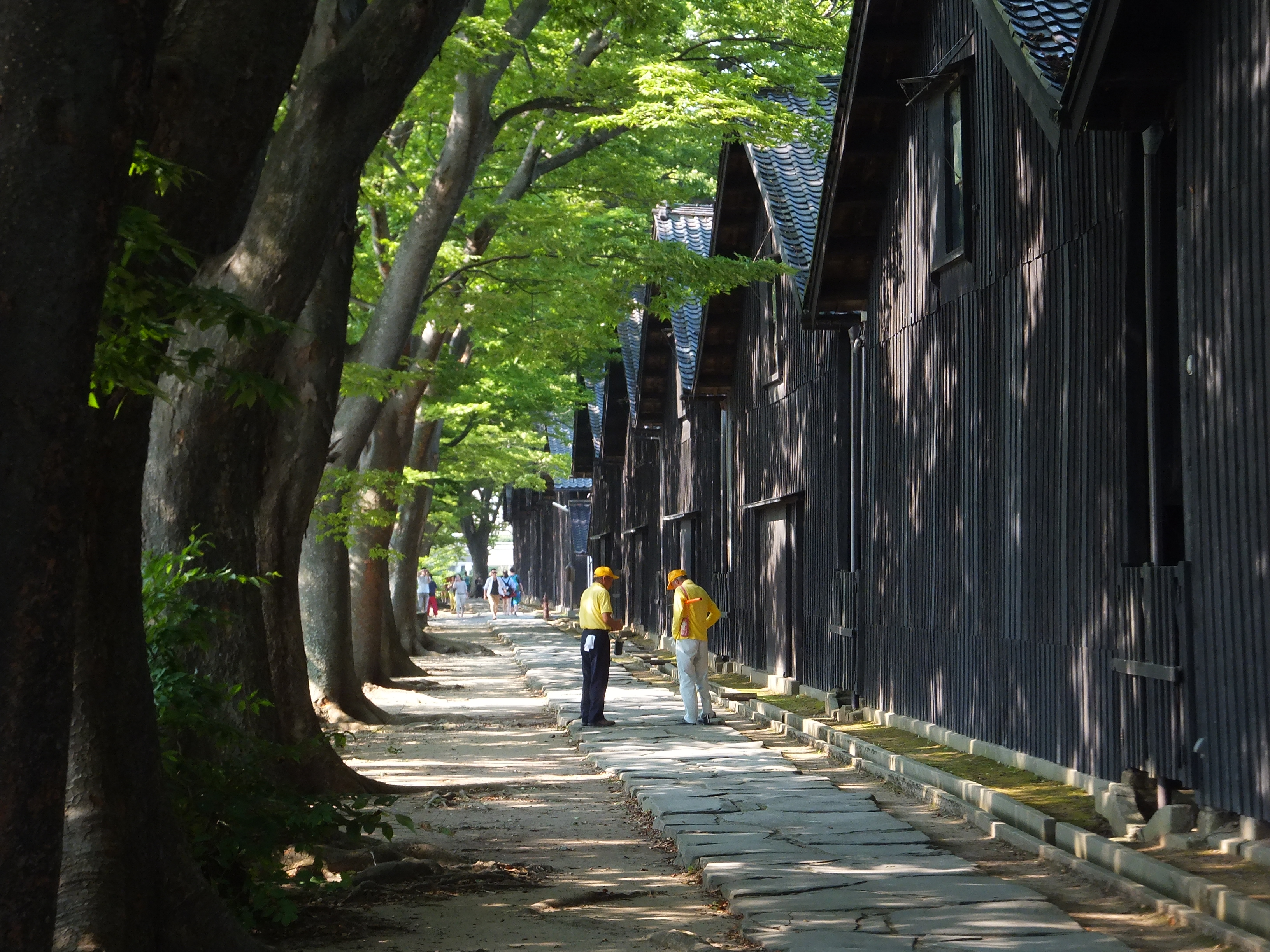
山居倉庫裏のケヤキ並木

テレビや雑誌等で度々紹介される「山居倉庫の欅並木」は倉庫の裏側（西側）にあり、女優・吉永小百合が出演するCMやポスター等にも使用され、散歩道としても有名である。
1982年春、翌年から始まるNHK連続テレビ小説『おしん』の脚本を手掛けた橋田壽賀子とNHKスタッフは、シナリオハンティングを目的に酒田を訪れた。その折に橋田は偶然に、山居倉庫の存在を知り、米どころのシンボルとも言える倉庫を見た瞬間、これでドラマができると確信。貧しい農家に生まれた「おしん」が米一俵で、身売りされ、酒田に奉公に出される。そして、その地で倉庫に続々と運び込まれる米俵を見て、驚きのあまり、言葉を失うというプロットの着想を得た。このほか、2009年の第81回米アカデミー賞で外国語映画賞を受賞した映画『おくりびと』でもロケ地として使用されるなど、山居倉庫は海外からも古き良き日本をイメージさせるとしてロケ地として引き合いも多く、その明治時代にタイムスリップしたかのような佇まいは度々、映画やテレビに登場している。
1983年のテレビ朝日系『西部警察 PART-III』（石原プロモーション制作）全国縦断ロケ第8弾の山形ロケにおいてはあろうことか銃撃戦シーンも行われた。
2020年9月27日放送のNHK総合テレビ『今夜も生でさだまさし～山形庄ナイト!～』の生放送もこの倉庫で行われた。

## 史跡としての整備
酒田市は2021年度から山居倉庫の適切な保存活用のための計画策定に着手する。山居倉庫の米倉庫としての使用は2022年度末で終えることになっており土地建物は市有化されることになっている。

## アクセス
- JR酒田駅からバスまたは車で約10分
- 日本海東北自動車道酒田ICから車で約15分
- 庄内空港から車で約20分

### 注
1. ↑  各数値は竣工当時、倉庫一軒当たりのもの。
2. ↑  旧西田川郡役所、旧鶴岡警察署庁舎（以上 致道博物館）、松ヶ岡蚕室（松ヶ岡開墾場）、荘内神社、大宝館（以上 鶴岡公園内）、朝暘学校、善寳寺五重塔など、庄内地方に残る著名な建築物の建設に携わった。
3. ↑  放送当時、山形県における現在のテレビ朝日系列局である山形テレビ（YTS）はフジテレビ系列に属していたため、日本テレビ系列とのクロスネットだった山形放送（YBC）が制作協力した。